# 埼玉県立川島ひばりが丘特別支援学校
埼玉県立川島ひばりが丘特別支援学校（さいたまけんりつ かわじまひばりがおかとくべつしえんがっこう）は、埼玉県比企郡川島町にある公立特別支援学校。

## 概要
肢体不自由の児童生徒を入学の主対象としている。

## 学部
- 小学部
- 中学部
- 高等部
- 訪問教育部